# 雷克拉姆出版社

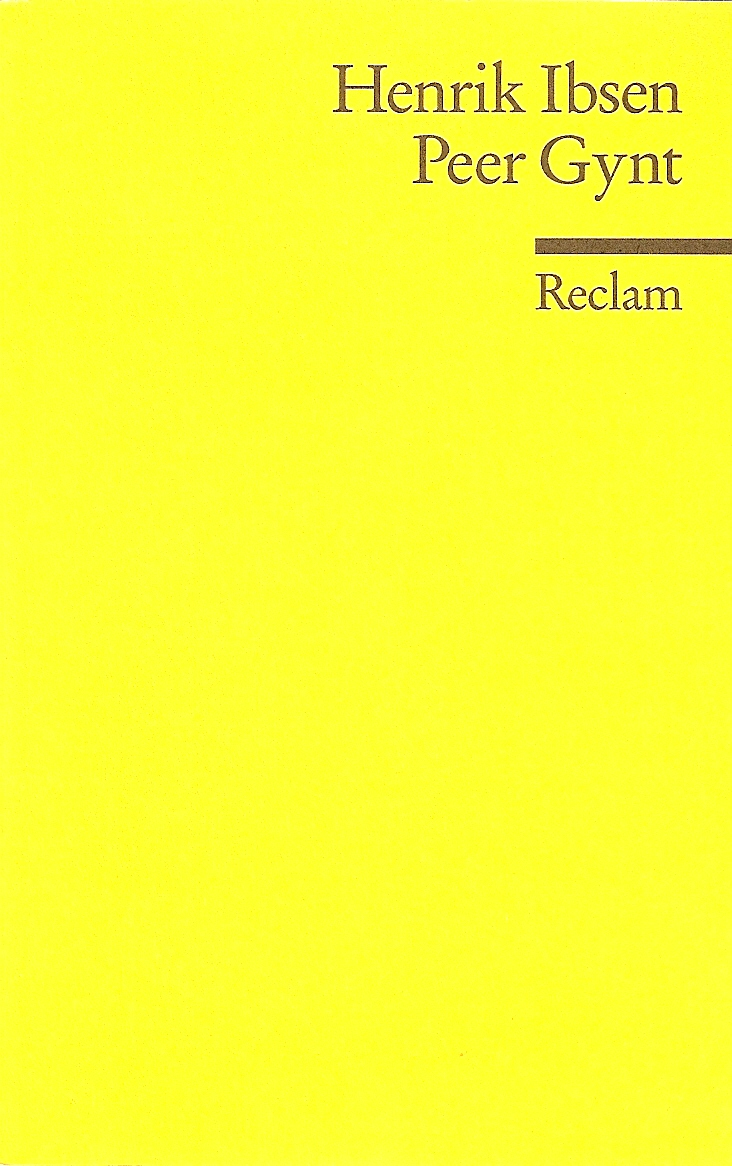
雷克拉姆出版社萬有文庫之亨里克·易卜生的培尔·金特一書封面

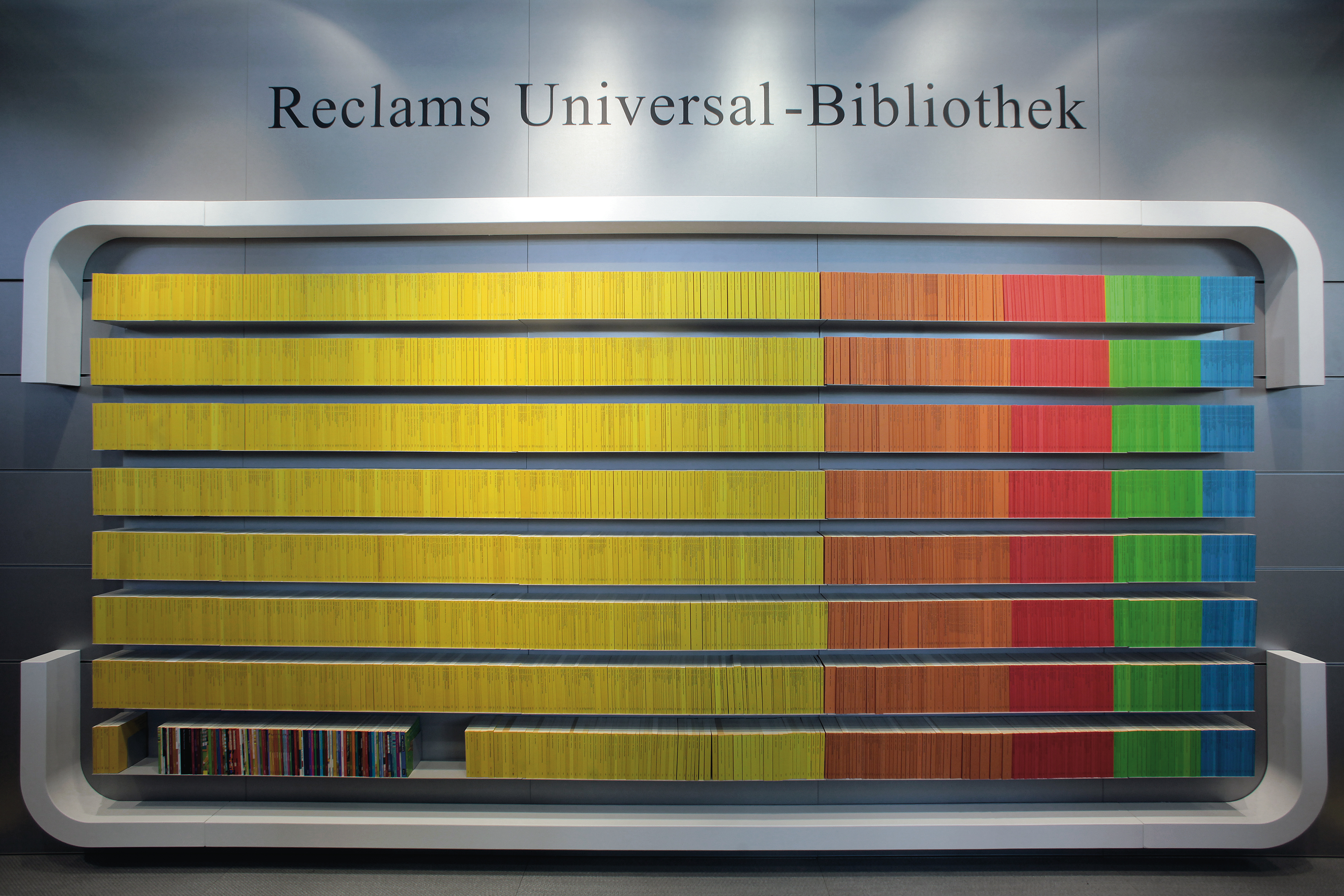
雷克拉姆出版社萬有文庫完整版(2009年)

雷克拉姆出版社（德語：Reclam-Verlag），德國一家出版社，1828年由雷克拉姆(Anton Philipp Reclam)在萊比錫成立，以黃色封面的「萬有文庫」（Universal-Bibliothek）廉價平裝叢書而為人所熟悉，日本的岩波書店、中國的商務印書館後來也仿傚，推出類似的叢書。

## 外部連結
- 雷克拉姆的網站 （页面存档备份，存于）
- Die Reise in den Westen | Reclam Verlag （页面存档备份，存于）